# Pankotay Péter
Pankotay Péter (Debrecen, 1975. február 17. –) magyar színművész.

## Élete
A zene és a színház születésétől kezdve jelen van életében. Gyermekkorát Nyíregyházán töltötte, és a Zrínyi Ilona Gimnázium diákja volt. A középiskolás évek után Budapestre költözött. 1993-tól 1996-ig Toldy Mária Musicalstúdiójában tanult. 1995-től tagja volt a Fővárosi Operettszínháznak.
2001-ben operett-musical színész szakon szerzett diplomát a Színház- és Filmművészeti Egyetemen. Azóta szabadúszóként tevékenykedik.
Az Operettszínház mellett játszott a Madách Színházban, illetve a nyíregyházi Móricz Zsigmond Színházban, a kecskeméti Katona József Színházban és a Győri Nemzeti Színházban.
Kiváló tenor hangja felcsendült már Olaszország, Németország, Hollandia, Luxemburg, Svédország, az Amerikai Egyesült Államok és Japán színpadain is.
Főiskolásként két osztálytársával (Derzsi Györggyel és Jegercsik Csabával) egy év végi vizsgára készítették el – egyfajta fricskaként – az akkor igen népszerű „Három tenor” saját változatát. Első fellépésük 1999-ben, a Lánchíd 150. születésnapján, a Pannon Kamarazenekarral volt. Három Ifjú Tenorként azóta is számos műsorban, rendezvényen szerepelnek nagy sikerrel. Nagyzenekarral, vagy néha csak zongorakísérettel, de magas zenei igénnyel adnak elő olasz dalokat, operett- és operarészleteket.
2005-ben művészbarátaival megalapították saját társulatukat, a Bal Négyes Páholyt. Első bemutatójuk (még 2005-ben) a Lili bárónő című operett volt. 2006-ban egy zenés kabaréesttel (Látta-e már Budapestet éjjel?) derítették jókedvre a közönséget.
2012-től játszik és rendez - meghívott vendégként - a Szoboszlai Sándor Dél-Kaliforniai Magyar Színházban, Los Angelesben.
Munkáját "A Magyar Színművészet Nyugati-parti Nagykövete" elismerő címmel jutalmazta Magyarország Los Angeles-i Főkonzulátusa.

## Fontosabb szerepei
- Margoshes-Levy-Miklós: Fame - Jose Vegas (Thália Színház)
- Webber-Rice-Miklós: Jézus Krisztus szupersztár - Fanatikus Simon (Fővárosi Operettszínház) Annás (Madách Színház)
- Tolsztoj–Kocsák-Miklós: Anna Karenina - Karenin (Ódry Színpad)
- Kander-Ebb-G.Dénes: Chicago - Mary Sunhsine (Ódry Színpad, Madách Színház)
- Sondheim: Egy kis éji zene - Henryk (Ódry Színpad)
- Gogol: Háztűznéző - Csocsalov (Ódry Padlás)
- Kálmán: Csárdáskirálynő - Edwin (Budapesti Operettszínház, Nyíregyházi Móricz Zsigmond Színház, Olaszország, Hollandia, Japán)
- Szirmai-Gábor: Mágnás Miska - Baracs (Nyári Játékok, Velence)
- Jacobi: Leányvásár - Tom Miggles (Nyári Játékok, Velence)
- Merill-Styne: Funny Girl - Ziegfeld tenor (Budapesti Operettszínház)
- Kálmán: A cirkuszhercegnő - Mr.X (Budapesti Operettszínház, kecskeméti Katona József Színház)
- Lehár: A víg özvegy - Cascada (Budapesti Operettszínház)
- Baum-Nagy: Csodálatos Óz! - Gyáva Oroszlán (Gózon Gyula Kamaraszínház)
- Kálmán: A cigányprímás - Rácz Laci (Kecskeméti Katona József Színház)
- Fenyő-Tasnádi: Made in Hungária - Ricky (Nyíregyházi Móricz Zsigmond Színház)
- Webber: Az Operaház Fantomja - Umberto Piangi, operaénekes (Madách Színház)
- DiPietro: Te édes, de jó vagy, légy más – 18 szerep (Madách Színház)
- Schönberg–Miklós Tibor: Miss Saigon – Chris (Győri Nemzeti Színház)
- Webber–Bródy: Volt egyszer egy csapat – Frank (Madách Színház)
- Huszka: Lili bárónő – Illésházy (Bal Négyes Páholy)
- Strauss: Denevér – Alfréd (Budapesti Operettszínház)
- Látta-e már Budapestet éjjel…? – Péter (Bal Négyes Páholy)
- Aldobolyi - Szenes: Charley nénje - Topplebee ezredes (Pódium Színház)
- Másik-Vizeli: Fehérlaposok – Molnár László (Magyarock Dalszínház)
- Kálmán Imre: Marica grófnő - Török Péter (Szoboszlai Sándor Dél-Kaliforniai Magyar Színház)

## Lemezei, CD közreműködései
- Valahol Európában – musical (BMG, 1995)
- Elisabeth – musical (Universal, 1996)
- Utazás – rockopera (Madách Színház kiadása, 1997)
- A víg özvegy – operett (Musik Leben - csak Japánban, 1998)
- Titanic – rockopera (szerzői kiadás, 1999)
- Huncut a lány – zenés játék (Universum, 2000)
- Az operaház fantomja – musical (Madách Színház kiadása, 2003)
- Végállomás – rock-musical (Song Records – 2007)
- Jó reggelt napfény – Mahó Andrea cd-je (Universal, 2009)
- Charley nénje – zenés játék (Gold Records – 2010)
- Jézus Krisztus Szupersztár – rockopera (Really Useful Records, 2010)
- Fehérlaposok – rockopera (Magyarock Dalszínház kiadása, 2011)